# Llegada de los dioses
Llegada de los dioses es una obra de teatro de Antonio Buero Vallejo, estrenada el 17 de septiembre de 1971 en el Teatro Lara de Madrid.

## Argumento
Julio es un joven pintor fracasado y que ha quedado ciego. Retorna, junto con su amante Verónica, a casa de su padre Felipe. Éste, en contraste, es un artista reputado que disfruta de reconocida fortuna y prestigio. El enfrentamiento entre padre e hijo sobrevuela la acción, sobre todo cuando Julio percibe que su padre tiene una relación sentimental con Matilde, la esposa de su amigo Artemio. La intuición resulta confirmarse y los tormentos de Julio empeoran cuando cree que su padre está tratando de seducir a su propia pareja, Verónica, aunque en este caso resulta falsa la percepción, o al menos eso parece.

## Estreno
- Dirección: José Osuna.
- Escenografía: Wolfgang Burmann.
- Intérpretes: Juan Diego (Julio), Conchita Velasco (Verónica), Francisco Piquer  (Felipe), Ángel Terrón (Artemio), Isabel Pradas (Matilde), Laly Romay, Yolanda Ríos, Lola Lemos, Betsabé Ruiz, Alfredo de Inocencio.